# 65e régiment d'infanterie de marine
Le 65e régiment d'infanterie de marine (ou 65e RIMa) est une unité de l'armée française.

## Création et différentes dénominations
- 1er décembre 1958 : création du 65e régiment d'infanterie de marine, en AFN, par changement d'appellation du 5e RTS
- 28 février 1960 : dissolution, devient 1er et 2e bataillons du 65e RIMa
- 30 septembre 1962 : dissolution, devient 65e bataillon d'infanterie de marine
- 30 mai 1964 : dissolution
- 1er juillet 1964 : reconstitution du 65e régiment d'infanterie de marine
- 31 décembre 1967 : dissolution, devient à Albi le 22e RIMa

## Chefs de corps

### L'après Seconde Guerre mondiale
- 1963 - Bataillon de soutien du CSEM (Centre Saharien d'Expérimentation Militaire) et du CEMO (Centre d'Expérimentation Militaire des Oasis) dans le Sahara algérien sur les sites d'In Ecker et In Amguel.

## Sources et bibliographie
- Les Troupes de Marine 1622-1984, Paris: Charles-Lavauzelle, 1986,  (ISBN 2-7025-0316-0 et 978-2-7025-0316-4).